# Saskia Burmeister
Saskia Burmeister (ur. 12 lutego 1985 w Sydney) – australijska aktorka, znana z ról w Hating Alison Ashley i Morski patrol.

## Kariera
W szkole średniej grała w wielu produkcjach teatralnych, w tym m.in.: Blackrock, Kupcu weneckim, Chapel Perilous. W 2003 roku Burmeister dołączyła do obsady serialu Nastoletni geniusze jako Dina Demiris. Pojawiła się także w 2005 roku w komedii Hating Alison Ashley i za tę rolę otrzymał nominację dla najlepszej aktorki pierwszoplanowej od Australijskiego Instytutu Filmowego (AFI).
Pojawiła się gościnnie w Policjantach z Mt. Thomas i zdobyła w 2006 roku nagrodę Australijskiego Instytutu Filmowego dla najlepszego gościa lub aktorki drugoplanowej w serialu. W 2007 roku rozpoczęła grę w serialu Patrol morski jako Nikki Caetano. W tym samym roku, pojawiła się w The Jammed i zdobyła nominację AFI dla najlepszej aktorki drugoplanowej.

## Życie prywatne
Burmeister dorastała w Bellingen na Mid North Coast w Nowej Południowej Walii. Uczyła się w Mosman High School w Sydney i uczęszczała do "Australijskiego Teatru dla Młodych Ludzi".
W lutym 2008 roku zawarła związek małżeński z australijskim aktorem Jamiem Croftem.

## Filmografia
- Min Min (2012)
- Underbelly: Razor (2011)
- Zatoka serc (Home and Away) (2011)
- Cold Sore (2010)
- Rampage (2010)
- First Howl (2009)
- Magazyn (Storage) (2008)
- Morski patrol (Sea Patrol) (2007–2009)
- The Jammed (2007)
- Pirate Islands: The Lost Treasure of Fiji (2007)
- Policjanci z Mt. Thomas (Blue Heelers) (2005)
- The Glenmoore Job (2005)
- Hating Alison Ashley (2005)
- Jewboy (2005)
- Thunderstruck (2004)
- Nastoletni geniusze (Wicked Science) (2003–2004)
- Ned Kelly (2003)
- The Junction Boys (2002)
- Zobowiązanie (The Pact) (2002)
- Szczury wodne (Water Rats) (2000)

Źródło